# クリスチャン・ポヴェダ
クリスチャン・ポヴェダ（Christian Poveda, 1955年12月1日 - 2009年9月2日）は、フランスの報道写真家、撮影監督、映画監督である。

## 人物・来歴
1955年（昭和30年）12月1日、アルジェリアで、スペイン人の両親のもとに生まれる。
1961年（昭和36年）2月、5歳のときに家族でフランスに移住した。
1980年代、内戦中のエルサルバドルを報道写真家として初訪問して取材した。
1999年（平成11年）、フランスのアルテとイギリスのBBCが共同製作したテレビシリーズ『極右への旅』の監督を務めた。
2004年（平成16年）、女優で映画監督のマリア・デ・メデイロスが監督した短篇映画『朝のマチルド』の撮影監督を務めた。
2008年（平成20年）、エルサルバドルで、マラ・サルバトルチャ（マラ18）等、ローカルのギャングの生活を描いたドキュメンタリー映画『狂った人生』を完成、同年9月20日にはスペインのサン・セバスティアン国際映画祭、10月4日にはメキシコのモレリア国際映画祭、翌2009年（平成21年）2月6日には、ドイツのベルリン国際映画祭のヨーロピアン・フィルム・マーケットで上映された。
エルサルバドルに滞在中の同年9月2日、同国の首都サンサルバドルの約16キロ北東の町サンサルバドル県トナカテペケで顔面に4発の銃弾を受けて 暗殺され、死去した。満53歳没。サンサルバドル市内のエルサルバドル国立人類学博物館（MUNA）では、「暴力に立ち向かったクリスチャン・ポヴェダに敬意を」（スペイン語: Homenaje a Christian Poveda contra la violencia）という横断幕が張られ、追悼された。
遺作となった『狂った人生』は、フランスでは同年9月30日に公開された。

## フィルモグラフィ
- 『極右への旅』 Journey to the Far Right : テレビシリーズ（アルテ / BBC）、1999年 - 監督
- 『朝のマチルド』 Mathilde au matin : 監督マリア・デ・メデイロス、短篇映画、2004年 - 撮影
- Strip de velours : 共同監督ジャン＝マルク・バルビユー、テレビドキュメンタリー映画（アルテ）、2005年 - 監督
- 『狂った人生』 La Vida Loca : 2008年 - 監督・撮影・共同プロデューサー

## 関連事項
- エイティーンス・ストリート・ギャング
- エルサルバドル内戦 （en:Salvadoran Civil War）
- トナカテペケ （en:Tonacatepeque）
- エルサルバドル国立人類学博物館 （es:Museo Nacional de Antropología Dr. David J. Guzmán）

## 註
1. 1 2  仏ドキュメンタリー映画製作者、射殺される エルサルバドル、CNN.co.jp, 2009年9月4日付、同年9月9日閲覧。
2. ↑  Asesinan a documentalista que retrató pandillas スペイン語:
3. ↑  Adams, Guy.  "Did film director die for his art?", The Independent, Sept. 4, 2009
4. ↑  犯罪組織を描く映画を制作したジャーナリストが射殺される、エルサルバドル、AFPbb.com, 2009年9月6日付、同年9月9日閲覧。